# Claude Lebet
Claude Lebet, né le 29 septembre 1956 à La Chaux-de-Fonds, est un luthier suisse de renommée internationale et auteur de livres de référence sur l'histoire de la lutherie et l'organologie des instruments à cordes.

## Biographie
Fils d'un pasteur réformé, il s'initie dès l'âge de douze ans à la lutherie dans l'atelier d'un luthier de La Chaux-de-Fonds. Après des études de violoncelle au Conservatoire, il part à Crémone et entreprend sa formation à la Scuola internazionale di liuteria d'où il sort diplômé en 1979-1980. Il effectue ensuite des séjours de perfectionnement chez des maîtres luthiers de Genève, New York et Paris, parmi lesquels Étienne Vatelot.
De retour en 1984 à La Chaux-de-Fonds, il ouvre son propre atelier. En 1993, Claude Lebet ouvre une succursale à Rome, avant de s'y installer pleinement en 2001 avec son atelier.
Claude Lebet a construit des instruments pour de nombreux musiciens et ensembles, dont I Musici di Roma, le "Quatuor Ravel" de Lyon, le Beaux Arts Trio de New York, Paul Tortelier, Arthur Grumiaux, Henryk Szeryng et d'autres. Les musiciens du Lebet String Quartet de Rotterdam, qui jouent sur des instruments de sa facture, ont même donné son nom à leur ensemble.
Claude Lebet a réalisé les instruments et assuré le rôle d'Andrea Amati dans le film de Gérard Corbiau Saint-Germain ou la Négociation (2003) et apparaît dans les romans de  Jean Diwo Les Violons du Roi (éd. Denoel 1990) et Moi, Milanollo, Fils de Stradivarius (éd. Flammarion 2007). Il est en outre le personnage central du roman d'Emiliano Marinucci Les Yeux du Violon (2013).
Claude Lebet, qui est également spécialiste d'histoire de la lutherie et d'organologie, est l'auteur du seul ouvrage exclusivement consacré à la pochette de maître à danser. Il a également publié des études sur l'histoire des luthiers et de la lutherie dans ses deux pays d'exercice, la république de Neuchâtel et Rome.

## Publications
- Les Luthiers Neuchâtelois - 1979 (en français)
- Le Dictionnaire Universel des Luthiers 3° Volume du Vannes 1985 (en français)
- Les Deux Stradivarius de Domenico Dragonetti - 1990 (en français et anglais)
- Le Quatuor Stradivarius, Nicolo Paganini - La correspondance de J.B. Vuillaume à A.Paganini-1994 (en français et anglais)
- Le Violoncelle Davidoff de G.B. Guadagnini, Turin, 1780 - 1995 (en français, allemand et anglais)
- Le Violoncelle Mainardi Baldovino, Grancino, Milano, 1710 - 1999 (en italien et anglais)
- La Pochette du Maître à Danser - 1999 (en français et anglais)
- À cordes et à vent: les facteurs d'instruments dans le pays de Neuchâtel hier et aujourd'hui - 2002 (en français)
- La Pochette du Maître à Danser - Seconde édition augmentée, Rome 2007 (en français, italien et anglais)
- Roma e i suoi Leutari - Rome, 2007 (italien et anglais)
- Il Violino "De Baillot" Antonio Stradivari, Cremona 1732
- Un violon pour des violons, Neuchâtel 2024

## Expositions
Claude Lebet a également organisé depuis 1978 de nombreuses expositions de lutherie en Suisse, en Italie et ailleurs.
- 1978 - 1979: Musée des Beaux-Arts, La Chaux de Fonds (CH), "La Lutherie Neuchâteloise et l'Exemple des Maîtres Français", Exposition et concerts.
- 1981: Musée d'Art et Histoire de Neuchâtel (CH), "Le Stradivarius Maréchal Berthier", Exposition et concerts.
- 1989: Galerie Gabus, Bevaix (CH), "Musique Musique", Exposition et concerts, Instruments anciens, manuscrits musicaux, peintures sur le thème de la musique et vente aux enchères.
- 1993: Musée d'Histoire, La Chaux de Fonds (CH), "Huit violons de Stradivarius", Violons et iconographie, 8 concerts.
- 1994: Divonne (France), Festival de Musique, "Huit violons de Stradivarius", reprise de l'exposition de La Chaux-de-Fonds, concerts, conférences diffusées sur France Musique et Espace 2.
- 1998: Este (Padoue), mairie, festival de musique. "8 violons de Stradivari", exposition et concerts.
- 1999: Este (Padoue), Palazzo Comunale, Festival de musique, exposition Pochettes (60 instruments et iconographie).
- 2000: Bruxelles (B), Hôtel-de-Ville1, «L'Âge d'Or du violon», Exposition de grands violons et instruments à cordes anciens, conférences et concerts.
- 2001: Valence (E), Palau de la Musica. Exposition de grands violons, pochettes et archets, concerts et conférences.
- 2001: Bruxelles (B), Conservatoire, "Les violons d'Ysaye", À l'occasion du 50e anniversaire du Concours "Reine Elisabeth". Exposition de grands violons ayant appartenu à Eugène Ysaye, manuscrits, concerts et conférences.
- 2001: Rome, Castel Sant'Angelo, "L'art du violon, la lutherie italienne classique et l'École de Rome" 40 instruments anciens prestigieux (dont 9 Stradivari), documents, manuscrits, peintures, 9 concerts et 2 conférences et débats.
- 2002 - 2005: "La grande histoire du plus petit instrument à archet ou de la pochette du maître de danse", expositions de Pochettes (80 instruments, iconographie, danse et musique):
  - Kronberg (Francfort), Chancellerie - Festival du violoncelle, septembre 2002.
  - La Chaux-de-Fonds (CH) - Musée d'Histoire, octobre 2002
  - Limoges (France) - Musée National de la Porcelaine «Adrien Dubouché» 2005
- 2003: Stresa (Lac Majeur) - Isola Bella, Palazzo Borromeo, en collaboration avec la Fondation Pro Canale de Francesca Peterlongo, "Les trésors de la lutherie italienne, Antonio Stradivari 40 ans après l'exposition historique de Stresa (1963 - 2003)", 12 Stradivari exposés, 2 concerts.
- 2007 - 2009: Gstaad (CH), Festival Menuhin, Trois participations annuelles, expositions, ateliers et conférences.